# Svarttjärnen (Viksjö socken, Ångermanland, 696328-157782)
Svarttjärnen är en sjö i Härnösands kommun i Ångermanland och ingår i Indalsälvens huvudavrinningsområde.